# Alfarnatejo (kommunhuvudort)
Alfarnatejo är en kommunhuvudort i Spanien.   Den ligger i provinsen Provincia de Málaga och regionen Andalusien, i den södra delen av landet, 400 km söder om huvudstaden Madrid. Alfarnatejo ligger 900 meter över havet och antalet invånare är 397.
Terrängen runt Alfarnatejo är huvudsakligen kuperad, men åt sydost är den bergig. Runt Alfarnatejo är det ganska glesbefolkat, med 50 invånare per kvadratkilometer. Närmaste större samhälle är Archidona, 15,9 km nordväst om Alfarnatejo. Trakten runt Alfarnatejo består till största delen av jordbruksmark.